# Malta (Montana)
Malta [ˈmɒltə]  (assiniboine Iyúkšą tiʾóda, Oyúwąga, Oʾíyuweǧe, Wakpá įyúkšą) ist eine Stadt im US-Bundesstaat Montana, Vereinigte Staaten und Verwaltungssitz des Phillips Countys.

## Geografie
Malta liegt im Norden Montanas in den High Plains. Südlich der Stadt befinden sich die Little Rocky Mountains, eine Gruppe von Härtlingen mit Höhen von bis zu 1743 Metern. Der Milk River dient als Wasserquelle für Malta. Er entspringt im Gebiet des Glacier-Nationalparks.
Das Stadtgebiet hat eine Größe von 2,75 km². Im Jahr 2010 betrug die Einwohnerzahl 1.997.

### Infrastruktur
Der U.S. Highway 2, ein in West-Ost-Richtung quer durch den Norden der USA verlaufener Highway, verbindet Malta mit anderen Städten vom Bundesstaat Washington bis Michigan. In Malta trifft er auf den U.S. Highway 191, der in gegensätzlicher Richtung bis nach Arizona zur mexikanischen Grenze führt.
Malta verfügt über einen eigenen Bahnhof, der sich im Besitz der BNSF Railway befindet und vom Empire Builder der Eisenbahngesellschaft Amtrak angefahren wird. Im Geschäftsjahr 2010 stiegen hier durchschnittlich 9 Passagiere täglich ein oder aus.

### Sehenswürdigkeiten
In Malta befinden sich zwei Stationen des Montana Dinosaur Trails.
- Great Plains Dinosaur Museum: Hier ist der im Jahr 2000 nördlich von Malta entdeckte Brachylophosaurus Leonardo ausgestellt. Es handelt sich um den laut Guinness-Buch der Rekorde am besten erhaltenen Dinosaurier aller Zeiten. Er ist nur einer von bisher vier gefundenen mumifizierten Dinosauriern. Leonardo lebte vor 77 Millionen Jahren.[6] Außerdem werden Fossilien von Fischen, Wirbellosen, Pflanzen und weiteren Dinosauriern wie Triceratops, Stegosaurus, Hadrosaurus sowie Exemplaren der Sauropoden und Dromaeosauridae gezeigt.
- Phillips County Museum: Das hier ausgestellte Brachylophosaurus-Skelett hat eine Länge von 10 Metern. Daneben sind ein Schädel des Tyrannosaurus Rex sowie ein Skelett seines Verwandten, des Albertosaurus, ausgestellt.

### Klima
Da das Klima in Malta semiarid ist, sind die langen Winter gewöhnlicherweise kalt und trocken, während die Sommer heiß und nass sind.
|                       | Jan   | Feb   | Mär  | Apr  | Mai  | Jun  | Jul  | Aug  | Sep  | Okt  | Nov  | Dez   |   |       |
| Mittl. Tagesmax. (°C) | −5,4  | −2,8  | 4,2  | 14,4 | 20,7 | 24,9 | 30,1 | 29,2 | 22,4 | 15,7 | 5,5  | −2,2  | ⌀ | 13,1  |
| Mittl. Tagesmin. (°C) | −18,1 | −15,7 | −8,9 | −0,8 | 5,2  | 10,1 | 13,1 | 11,4 | 5,7  | −0,1 | −7,8 | −14,4 | ⌀ | −1,6  |
|                       |       |       |      |      |      |      |      |      |      |      |      |       |   |       |
| Niederschlag (mm)     | 12,4  | 9,4   | 11,4 | 21,6 | 46,2 | 76,2 | 40,9 | 30,0 | 29,5 | 17,3 | 9,7  | 10,2  | Σ | 314,8 |
|                       |       |       |      |      |      |      |      |      |      |      |      |       |   |       |
| Regentage (d)         | 6     | 5     | 5    | 5    | 8    | 11   | 7    | 6    | 5    | 4    | 4    | 5     | Σ | 71    |

| −18,1 |

| −15,7 |

| −8,9 |

| −0,8 |

| 5,2 |

| 10,1 |

| 13,1 |

| 11,4 |

| 5,7 |

| −0,1 |

| −7,8 |

| −14,4 |

| −18,1 |

| −15,7 |

| −8,9 |

| −0,8 |

| 5,2 |

| 10,1 |

| 13,1 |

| 11,4 |

| 5,7 |

| −0,1 |

| −7,8 |

| −14,4 |

## Geschichte
Nachdem 1887 quer durch Montana die St. Paul, Minneapolis, and Manitoba Railway gebaut wurde, entwickelte sich Malta aus dem damaligen Abstellgleis 54. 1890 wurde ein Postamt in Malta gegründet. Der Ort erhielt seinen Namen angeblich, als ein Mitarbeiter der Great Northern Railway einen Globus drehte und sein Finger über dem Staat Malta im Mittelmeer stehen blieb.
Der Gesetzlose Sundance Kid raubte 1892 zusammen mit Harry Bass und Bill Madden einen Zug bei Malta aus. Er war Mitglied der Verbrechergruppe The Wild Bunch unter Leitung von Butch Cassidy. Am 3. Juli 1901 raubte mit dem als Kid Curry bekannten Harvey Logan ein weiteres Mitglied der Bande einen Zug bei Malta aus. Er erbeutete dabei 40.000 US-Dollar.

## Söhne und Töchter der Stadt
- Kelly Roberty (1954–2016), Jazz-Bassist